# هنريش زولنغر
هنريش زولنغر (1818-1859) (بالإنجليزية: Heinrich Zollinger)‏ هو عالم نبات سويسري. درس علم النبات في جامعة جنيف تحت يد أوغستان بيرام دو كندول ولكن اضطر لقطع دراسته بسبب مشاكل مالية. انتقل في عام 1842 إلى جاوة، حيث عمل في حديقة نباتات، وبعثات علمية مدعومة حكومية، عاد لسويسرا عام 1848م، ولكنه رجع لجاوة مرة أخرى عام 1855م مع زوجته وطفلاه الأثنين.
توفي زولنغر في كندانغان بسبب أعراض مرض الملاريا